# Окрылённые
«Окрылённые» — российский драматический телесериал с элементами комедии. Является адаптацией британского телесериала «Стюардессы». Производство кинокомпании «Леан-М» по заказу телеканала «Ю».
Премьера телесериала, ставшая одним из наиболее ожидаемых событий на российском телевидении, состоялась 21 сентября 2015 года на телеканале «Ю» в 20:05.
На неделе с 21 по 25 сентября 2015 года сериал выходил в 20:05, а с 28 сентября по 16 октября 2015 года серии выходили на телеканале «Ю» в 13:40.

## Сюжет
Всегда безупречные, вежливые, с ослепительными улыбками люди, которые большую часть своей жизни проводят в небе. Они — бортпроводники, представители самой романтичной профессии и настоящие профессионалы своего дела.
Но что скрывается за этой ангельской маской? О чём думают, чего боятся и чего хотят стюарды и стюардессы? Любовные интриги на борту, алкоголь, безудержные вечеринки в разных уголках света, и никаких запретов… Они любят небо и привыкли к свободе, а все их комплексы давно остались на земле.

## Персонажи

### В главных ролях
| Актёр                | Роль                                                          |
| -------------------- | ------------------------------------------------------------- |
| Егор Кутенков        | Митя (Дмитрий) Савицкий бортпроводник                         |
| Ольга Атанасова      | Ксюша (Ксения) Прокопенко бортпроводник                       |
| Александр Ведменский | Гриша (Григорий) (Гормон) Павлович Ветров бортпроводник       |
| Олеся Гаевая         | Лена (Елена) Стрижак бортпроводник                            |
| Степан Девонин       | Макс (Максим) Веселов бортпроводник                           |
| Юлия Маргулис        | Соня (София) Скворцова бортпроводник                          |
| Андрей Хитрин        | Лев Юсупов второй пилот                                       |
| Серафима Низовская   | Жанна Стеклова старший бортпроводник                          |
| Александр Егоров     | Володя (Владимир) старший бортпроводник                       |
| Ричард Бондарёв      | Андрей жених Сони, сотрудник МЧС России                       |
| Евгений Чупин        | Алексей Губанов первый пилот                                  |
| Мария Табак          | Эльвира бортпроводник                                         |
| Вадим Ситников       | Борис первый пилот                                            |
| Антон Афанасьев      | Альберт Николаевич (Мольберт) начальник авиакомпании «Ю-лайт» |

### Специально приглашённые звёзды
| Актёр             | Роль            |
| ----------------- | --------------- |
| Томас Н’эвергрин  | камео (5 серия) |
| Наталья Гордиенко |                 |

### В ролях
| Актёр                | Роль                                                          |
| -------------------- | ------------------------------------------------------------- |
| Ольга Зыкова         | мама Мити (1 и 2 серии)                                       |
| Софья Игнатова       | Кристина вдова (1 серия)                                      |
| Дмитрий Новиков      | Веня стриптизёр (1 серия)                                     |
| Сергей Долготович    | Михаил Богданов IT-бизнесмен (2 серия)                        |
| Мария Климова        | Катя (2 серия)                                                |
| Максим Грязнов       | Кирилл (2 серия)                                              |
| Дмитрий Егоров       | Герман (3 серия)                                              |
| Александра Булычёва  | Аня сотрудница интернет-портала «Заводной развод» (3 серия)   |
| Юлия Юрченко         | Нелли сотрудница интернет-портала «Заводной развод» (3 серия) |
| Роман Крейс          | Глеб (3 серия)                                                |
| Анастасия Стежко     | Настя известная актриса (4 серия)                             |
| Юрий Васильев        | Денис массажист (4 серия)                                     |
| Татьяна Бунькова     | мама Лены (4 серия)                                           |
| Максим Казьмин       | сын Лены (4 серия)                                            |
| Ярослав Стаховский   | Влад ассистент Насти (4 серия)                                |
| Мария Баева          | Алиса (5 серия)                                               |
| Игорь Глушков        | Артём менеджера Томаса Н’эвергрина (5 серия)                  |
| Макс Пьякшото        | Хосе возлюбленный Алисы (5 серия)                             |
| Андрей Да!           | врач Сони (5 серия)                                           |
| Александра Кузенкина | Тома дочь Алексея Губанова (6 серия)                          |
| Елизавета Климова    | беременная (6 серия)                                          |

## Саундтрек
| Исполнитель           | Название композиции            |
| --------------------- | ------------------------------ |
| Группа «Каспий»       | Локоны                         |
| Группа «Каспий»       | Расстояния                     |
| Pianoбой              | Уикенд                         |
| Pianoбой              | Одна                           |
| Pianoбой              | Что, если                      |
| Pianoбой              | Смысла.нет                     |
| Группа «Сегодняночью» | Не надо                        |
| Группа «Сегодняночью» | Что дальше?                    |
| Группа «Сегодняночью» | Я давно уже ждал (Куда)        |
| Группа «Сегодняночью» | Ты вряд ли сможешь меня понять |
| Группа «Сегодняночью» | Цацки и шпильки                |
| Группа «Сегодняночью» | Слова те, что не были сказаны  |
| Группа «Сегодняночью» | Кто теперь мне Бог?            |
| Группа «Сегодняночью» | Не надо пить чай лица          |
| Группа «Сегодняночью» | Чего ты от меня ждёшь?         |
| Группа «Сегодняночью» | Когда-нибудь вместе            |
| Группа «Сегодняночью» | Никто не может унять эту свору |
| Группа «Сегодняночью» | Ночь                           |
| Группа «Сегодняночью» | Веду себя                      |
| Группа «Сегодняночью» | Холодна, как лёд               |
| Группа «Сегодняночью» | Лето                           |
| Группа «Сегодняночью» | Игрушка                        |
| Группа «Сегодняночью» | Эфир                           |
| Группа «Сегодняночью» | Homoscan                       |
| Группа «Сегодняночью» | Бусы (ex Бусинки)              |
| Группа «Сегодняночью» | Проституция                    |
| Элис Лэнг             | Feel the Night                 |
| Элис Лэнг             | Say It                         |
| Наталья Гордиенко     | Любовь не текила               |
| Nina Karlsson         | Танцевать                      |
| Группа Alpha-Beta     | Мода                           |
| Томас Н’эвергрин      | Pick Up the Phone              |
| Томас Н’эвергрин      | Since You’ve Been Gone         |
| Группа InWhite        | Море                           |
| Группа Bahroma        | На семи холмах                 |